# Csémi Károly
Csémi Károly (Tany, 1922. június 22.  –Budapest, 1992. június 7.) katonatiszt, nyugalmazott vezérezredes, a Zrínyi Miklós Nemzetvédelmi Egyetem „Pro Militum Artibus” posztumusz kitüntetettje.

## Karrierje
A Honvéd Akadémia, majd a Zrínyi Miklós Katonai Akadémia Páncélos tanszékének a vezetője (1953–1956) mint alezredes. 1956. október 31-én a – Budapesti Karhatalmi Parancsnokság által három körzetre felosztott – főváros egyik körzetének parancsnoka lett. A forradalom leverését követően, az Elnöki Tanács kibocsátotta a Tiszti Nyilatkozatot (november 9.), és Budapesten megkezdődött a Honvéd Karhatalom megszervezése. Így a létrejövő 1. karhatalmi ezrednek ő lett a parancsnoka (a másik két parancsnok Borbás Máté vezérőrnagy és Pesti Endre ezredes). Később hadosztályparancsnok (1956–1957), a Zrínyi Miklós Katonai Akadémia parancsnoka (1957–1961). Az 5. hadsereg parancsnoka 1961 és 1963 között vezérőrnagyi rendfokozatban, majd vezérkari főnök (1963–1973). Miniszterhelyettes, a honvédelmi miniszter első helyettese (1963–1973), a Varsói Szerződés Egyesített Fegyveres Erők főparancsnokának magyar helyettese (1969–1984), honvédelmi minisztériumi államtitkár (1973–1984). Az MSZMP Központi Bizottságnak tagja 1966 és 1985 között.